# Josep Mestres Cabanes
Josep Mestres Cabanes (Manresa, 13 de junio de 1898 - Barcelona, 17 de septiembre de 1990) fue un pintor y escenógrafo catalán. Su tío abuelo materno, Andreu Molleví, era decorador mural, y el tío materno, Ignacio Cabanes, trabajaba en Barcelona, en el taller escenográfico de Mauricio Vilomara.
Fue catedrático de Perspectiva en la Escuela Superior Sant Jordi en Barcelona. Comenzó sus estudios en la Escuela de Artes y Oficios de Manresa. Trabajó en el taller del Gran Teatro del Liceo (1941-1956) como escenógrafo.

## Obra
En sus obras pintó las catedrales de León, Toledo, Burgos, Santiago de Compostela y Barcelona, además de la Seu de Manresa y las de San Marcos de Venecia, San Isidoro de León y San Nicolás de Bari. Otras iglesias y ermitas que había pintado son: claustro del monasterio de Sant Cugat, el Vinyet de Sitges, monasterio de Ripoll, el monasterio de Poblet, Sant Pau del Camp en Barcelona, monasterio de Montserrat, la Cartuja de Miraflores y el Real Monasterio de Las Huelgas, en Burgos. También pintó paisajes de Olot, Pedraforca, Sant Quirze de Safaja, Llafranc, Begur, Aiguablava, El Golfet, Sitges, Morella, Manresa, Salelles, Frías, Sant Benet de Bages, Ripoll, Rupit, Picos de Europa, Moià, Banyoles, Covadonga y Santa Maria de l'Estany.
Parte de su obra se encuentra en México, Nueva York, Buenos Aires y Canadá, en museos de Barcelona y Manresa. Hizo numerosos decorados para óperas famosas para el Gran Teatro del Liceo de Barcelona. 
Su numerosa obra consta de óleos, acuarelas, pinturas murales, diseños gráficos, retablos, dioramas, carrozas, ornamentaciones, bocetos de escenas y textos sobre escenografía.

### Óleos
- Catedral de Burgos, 1941 - Colección particular, Barcelona
- Vista de Barcelona des del terrat del Liceu, 1944 - Colección particular, Barcelona
- Església del monestir de Montserrat, 1947 - Coŀección particular, Manresa
- Claustro del Monasterio de Sant Cugat, 1948 - Colección particular
- Catedral de Lleó, 1948 - Colección particular, Manresa
- Catedral de Burgos, 1950 - Colecciçón particular, Manresa
- Interior del Liceu amb representació d'Aïda, 1951 - Colección particular, Sabadell
- Monestir de las Huelgas Reales, Burgos 1953, - Coección particular, Manresa
- Sant Marc de Venècia(interior), 1957 - Colección particular, Barcelona
- Carnaval, 1958 - Colección particular, El Masnou
- Interior de la catedral de Burgos des del cimbori, 1969 Museo Comarcal de Manresa.
- Interior del Palacio de la Música,1971 - Colección particular, Barcelona
- Catedral de Santiago de Composteŀla, 1978 - Colección particular, Barcelona

### Retablos
- El retaule Sant Antoni Mª Claret (Colegiata Basílica de Santa María (Manresa))
- Retaule Sagrada Família (Saló del Consell de la Caixa d'Estalvis de Manresa)

### Pintura mural
- Decoración del techo del Teatro Cervantes de Buenos Aires.
- Techos del Salón de los espejos del Liceu.
- Pinturas Murales de la Casa Tarrés (1949-1950).
- Pinturas Murales de la iglesia de los Redentoristas, de Barcelona, (1954).

### Escenografía
- Ópera Aída, Liceo (1945)
- Ópera Sigfrid, Liceo (1952)
- Ópera Canigó, Liceo (1953)
- Ópera Tristán e Isolda, Liceo (1956)

## Premios
- Medallas de plata de la Diputación de Barcelona
- Medalla de Oro de la ciudad de Manresa, concedida por el ayuntamiento
- Constitución de la fundación que lleva su nombre y que presidió hasta su fallecimiento.
- Medalla de Oro de la Sociedad del Gran Teatro del Liceo
- Cartel de Oro del Consorcio del Liceo.